# 俄土戰爭 (1710年—1711年)
第四次俄土戰爭，又稱普魯特河戰役，公元1709年，瑞典国王查理十二世战败于俄国境内的波尔塔瓦，撤退至奥斯曼帝国，请求苏丹协助抗敌。
1710年，土耳其军遂北伐，收复顿河河口。俄土战争爆发。1711年，沙皇彼得一世亲征普鲁特河，陷入土耳其和克里米亞鞑靼人军队的重围。戰爭以俄國失败告终，其被迫放弃亚速，並需拆毁亚速海沿岸的防禦工事。根据1711年7月俄土《普鲁特和约》，亚速重归土耳其統治。